# Wielomian charakterystyczny układu
Niech dana będzie transmitancja
{\displaystyle G(s)={\frac {b_{n}s^{m}+\ldots +b_{1}s+b_{0}}{s^{n}+a_{n-1}s^{n-1}+\ldots +a_{1}s+a_{0}}}}
i odpowiadające jej równania stanu (dla modelu ciągłego) w postaci:
{\displaystyle {\dot {\mathbf {x} }}(t)=\mathbf {Ax} (t)+\mathbf {Bu} (t),}
{\displaystyle \mathbf {y} (t)=\mathbf {Cx} (t)+\mathbf {Du} (t),}
gdzie:
{\displaystyle {\dot {\mathbf {x} }}(t)={\frac {d\mathbf {x} (t)}{dt}}.}
Macierze stanu łączy z transmitancją następująca zależność:
{\displaystyle G(s)=\mathbf {C} (s\mathbf {I} -\mathbf {A} )^{-1}\mathbf {B} +\mathbf {D} .}
Jeśli transmitancja ma mieć postać ilorazu dwóch wielomianów zmiennej {\displaystyle s,} to, po pierwsze współczynnik {\displaystyle D} różny od zera można otrzymać przez podzielenie wielomianów licznika i mianownika, wyłącznie przy równych stopniach tych wielomianów. Po wyłączeniu składnika {\displaystyle D} (reprezentującego statyczną relację między wejściem a wyjściem) pozostaje część dynamiczna, w której podstawową rolę pełni człon {\displaystyle (s\mathbf {I} -\mathbf {A} )^{-1}.} Jest to macierz o wymiarach {\displaystyle n\times n,} której wszystkie elementy są dzielone przez wyznacznik {\displaystyle \det(s\mathbf {I} -\mathbf {A} ).}
Wyznacznik macierzy {\displaystyle (s\mathbf {I} -\mathbf {A} )} jest wielomianem stopnia {\displaystyle n,} który identyfikujemy z wielomianem stopnia {\displaystyle n} występującym w mianowniku transmitancji {\displaystyle G(s).} Jest to właśnie wielomian charakterystyczny układu, a zarazem wielomian charakterystyczny macierzy {\displaystyle \mathbf {A} .} Stopień wielomianu charakterystycznego równy {\displaystyle n} jest równy rzędowi układu dynamicznego. Tak więc macierz {\displaystyle \mathbf {A} } i wielomian charakterystyczny pełnią najważniejszą rolę przy określaniu właściwości dynamicznych układu. Od współczynników {\displaystyle \mathbf {B} } i {\displaystyle \mathbf {C} } zależy postać transmitancji, zwłaszcza jej licznika, nie mają one natomiast wpływu na wielomian charakterystyczny.